# Jose Abelardo Mai
Jose Abelardo Mai – belizeński polityk, członek Zjednoczonej Partii Ludowej, poseł z okręgu Orange Walk South.

## Życiorys
Związał się z chadecką Zjednoczoną Partią Ludową i z jej ramienia kandydował do parlamentu.
7 marca 2012 został członkiem Izby Reprezentantów z okręgu Orange Walk South, w którym pokonał w wyborach przedstawiciela UDP: Rosendo Urbinę, zdobywając 2968 głosów (stosunek głosów: 52,8% do 46,34%). Zjednoczona Partia Ludowa pozostała w tej kadencji w opozycji.